# Zhang Heng
Zhang Heng (en chino tradicional, 張衡; chino simplificado, 张衡; pinyín, Zhāng Héng; 78 - 139) fue un polímata reconocido (científico, astrónomo, pintor, inventor y escritor) de origen chino. Nació en la ciudad de Nanyang, en la provincia de Henan. Es reconocido por inventar un telescopio y un tipo temprano de sismógrafo.

## Biografía
Zhang nació en el área de Nanyang, la capital del sur, donde vivió gran parte de su vida. Zhang Heng provenía de una familia distinguida pero no muy rica. Su abuelo Zhang Kan había sido gobernador de una comandancia y uno de los líderes que apoyó la restauración de la dinastía Han por el emperador Liu Xiu (5–57), tras la muerte de Wang Mang (45 a. C. - 23) quien había usurpado el trono para crear su propia dinastía, la Xin.
Alrededor de sus dieciséis años, viajó al norte, primero a Chang'an, la antigua capital Han, y después a Luoyang, que fue designada después como capital Han. En el camino a esta última, se dice que pasó por unas aguas termales del Monte Li, lo cual lo inspiró para escribir uno de sus primeros poemas Fu: "Wen-chü'an fu" ( 溫泉 賦, poema en prosa a las aguas termales). Pasó cinco años en Luoyang (aproximadamente del 95 a 99) buscando instrucción en los clásicos en la academia imperial (Taixue). También hizo contacto con intelectuales de la época como el calígrafo Cui Yuan (78–143), con quien compartía interés por El canon de Misterio Supremo (太玄經) de Yang Xiong; el comentarista oficial y filosófico Ma Rong (79–166), y el filósofo Wang Fu (78–163).
Mientras estaba en Luoyang, le ofrecieron un puesto en la corte, que rechazó. Su primer puesto fue en la comandancia de su casa de Nanyang, donde sirvió como Maestro de Documentos bajo Bao De (en el cargo desde 103 hasta 111), gobernador de Nanyang. Zhang fue empleado principalmente por su habilidad como escritor, y entre 100 y 108 escribió numerosos documentos oficiales, cantos e inscripciones en nombre de su patrón. Cuando Bao De fue llamado a la capital en el 108 para servir como ministro de finanzas, Zhang continuó su trabajo literario en su casa natal y ca. el año 110, escribió su famosa "Rapsodia a la Capital del Sur".

## Trabajos principales
Durante una larga época de su vida fue astrónomo real bajo la Dinastía Han del Este, y trazó uno de los primeros mapas estelares, rivalizando con el que creó Hiparco en el año 129 a. C., y desconocido para Zhang. En este mapa, situó las posiciones exactas de 2500 estrellas y bautizó unas 320. Estimó que el cielo nocturno, del que solo podía ver una parte, contenía 11.500 estrellas, una cifra exagerada para un observador con buena vista, pero no fue una mala estimación. Explicó los eclipses lunares correctamente, argumentando que se producían cuando la Luna atravesaba la sombra de la Tierra, a la que imaginó como una pequeña esfera suspendida en el espacio, rodeada por un inmenso y lejanísimo cielo esférico. En el año 123 corrigió el calendario para hacerlo coincidir con las estaciones del año.
En una de sus publicaciones, Ling xián (靈憲, un resumen de las teorías astronómicas de su época), aproximó el número π como 730/232 (aproximadamente 3,1465). En una de sus fórmulas usadas para cálculo de volúmenes esféricos, usó π como la raíz de 10 (aprox. 3,162)

## El detector de terremotos

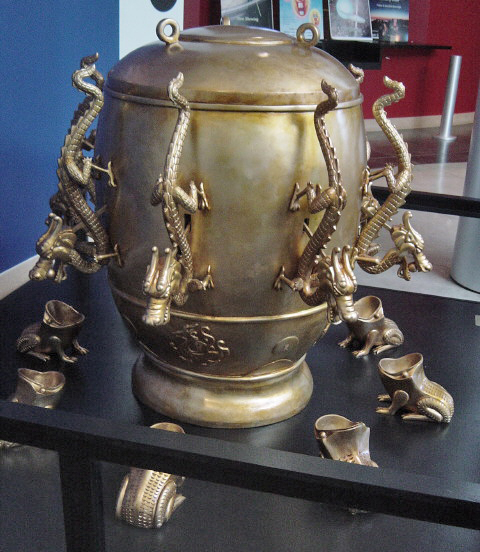
Réplica del detector de terremotos de Zhāng Héng.

El trabajo más famoso de Zhang Heng fue el "detector de terremotos" que perfeccionó en el año 132 d. C., mil setecientos años antes del primer sismógrafo europeo. Zhang asombró a la corte imperial con este dispositivo, que podía detectar terremotos tan distantes que nadie cercano lo sentía siquiera. Era un dispositivo en forma de jarrón, al que se le pegaban varias cabezas en bronce de dragones, cada una con una pelota también de bronce en su boca; alrededor del pie tenía varios sapos de bronce con las bocas abiertas. Si la máquina detectaba un temblor de tierra, una bola de bronce, automáticamente, se soltaba y caía en la boca de uno de los sapos. La posición de uno de los sapos en cuestión indicaba la dirección en la cual procedía el temblor. En una famosa ocasión, una bola cayó sin que se observara terremoto perceptible; pero, varios días después, llegó un mensajero con noticias de un terremoto en Kasu, a 600 Kilómetros de la corte y en la dirección indicada por la máquina.
No obstante y a pesar de sus creaciones, es erróneo acreditar a Zhang Heng con la invención del sismógrafo. Su máquina detectaba los terremotos y su procedencia, no los medía.

## Reconocimientos
- El cráter lunar Chang Heng lleva este nombre en su honor.